# Tocaña
Tocaña es un pequeño pueblo de Bolivia, ubicado en el municipio de Coroico, en la provincia de Nor Yungas del departamento de La Paz.

## Ubicación e historia
Tocaña se encuentra a 1344 m s. n. m., a aproximadamente 45 minutos de distancia de Coroico. El pueblo es conocido sobre todo por su población afrodescendiente. Además, se lo reconoce como la cuna de la saya afroboliviana. Al llegar se puede visitar el Centro de Interpretación Afro Cultural Tocaña, que cuenta con un coliseo con capacidad para 200 personas, un museo sobre la historia afroboliviana de esa región y otros ambientes. Las fiestas patronales son el 2 de febrero y el 15 de agosto.
El principal medio de subsistencia de los pobladores es la agricultura, sobre todo de hoja de coca, café y frutas.